# (79271) Bellagio
(79271) Bellagio (1995 SJ5) – planetoida z grupy pasa głównego asteroid okrążająca Słońce w ciągu 3,34 lat w średniej odległości 2,23 au. Odkryta 28 września 1995 roku.